# Luka Nioradze

a Compétitions nationales et continentales officielles uniquement.

b Matchs officiels uniquement.
Dernière mise à jour le 4 août 2025.
Luka Nioradze (en géorgien : ლუკა ნიორაძე), né le 6 avril 1999 à Tbilissi (Géorgie), est un joueur international géorgien de rugby à XV évoluant au poste de talonneur avec le Stade aurillacois en Pro D2.

## Biographie

### Jeunesse et formation
Luka Nioradze naît le 6 avril 1999 à Tbilissi en Géorgie.
En 2019, il est sélectionné avec l'équipe de Géorgie des moins de 20 ans dans le cadre du Championnat du monde junior où il se retrouve en concurrence avec Vano Karkadze. Il participe aux cinq rencontres de la compétition en étant titulaire deux fois à son poste de talonneur et inscrit l'essai de la victoire lors de la phase de poules qui permet à son équipe de s'imposer 17 à 12 face à l'Écosse,.
Après le Championnat du monde junior, il rejoint la France et l'effectif espoirs du Stade aurillacois à partir de la saison 2019-2020,, en provenance du club géorgien du Rugby Club Jiki.

### Carrière professionnelle
Bien qu'évoluant avec les espoirs, avec qui il a disputé sept rencontres dont six titulaire, Luka Nioradze est retenu avec l'effectif professionnel, à la suite de plusieurs blessures dans l'équipe, en décembre 2019 lors d'une rencontre de Pro D2 contre Oyonnax Rugby où il est placé sur le banc des remplaçants,. Le mois suivant, il est titulaire pour la première fois, il inscrit également son premier essai à cette occasion contre Rouen Normandie Rugby.
Lors de la saison 2020-2021, il évolue en grande partie avec l'effectif professionnel avec qui il dispute un total de vingt rencontres et est titularisé à douze reprises, marquant trois essais. À la fin de cet exercice, il est convoqué pour la première fois en équipe de Géorgie pour les tests estivaux.
En février 2022, il est retenu pour la seconde fois avec l'équipe de Géorgie dans le cadre du Championnat d'Europe. Lors de la première journée de la compétition face au Portugal, il remplace Vano Karkadze durant la rencontre et connait donc sa première cape internationale. En avril suivant, il signe une prolongation de contrat de trois années et par la même occasion son premier contrat professionnel avec Aurillac. Pendant la saison, il joue seize rencontres avec son club.
Durant la saison 2022-2023, il est beaucoup utilisé mais principalement en tant que remplaçant, il participe à vingt-six des trente rencontres de Pro D2 et est titularisé à six reprises.
En juin 2023, il est présélectionné dans un groupe de trente-neuf joueurs pour préparer la Coupe du monde. Le 28 août, il fait partie du groupe final des 33 joueurs sélectionnés pour participer à la compétition en France. Il est retenu sur sa première feuille de match en Coupe du monde à l'occasion de la troisième journée, il fait son entrée en jeu en début de rencontre face aux Fidji après la blessure de son partenaire Tengiz Zamtaradze (en). C'est son seul match de la compétition, son équipe étant éliminée dès la phase de poules.
De retour avec le Stade aurillacois, il enchaîne les rencontres et s'impose en tant que titulaire,. Fin janvier 2024, il est sélectionné pour le Championnat d'Europe en compagnie de trois de ses coéquipiers de club : Giorgi Kartvelishvili, Beka Shvangiradze et Mikheil Alania. Durant l'intégralité de la compétition, il est le talonneur remplaçant derrière son ancien coéquipier à Aurillac Vano Karkadze et remporte le Championnat d'Europe après le succès 36 à 10 de son équipe en finale contre le Portugal,. De retour en club, il enchaîne les rencontres durant la fin de saison et au total, il joue dix-huit rencontres avec le club cantalien, onze en tant que titulaire, et inscrit trois essais. Durant l'été 2024, il est sélectionné pour la tournée estivale. Prenant part au match contre le Japon, il est placé sur le banc des remplaçants.
Durant l'automne 2024, il est sélectionné avec la Géorgie et prend part à deux test matchs,. Toutefois, durant le dernier match contre les Tonga, il écope d'un carton rouge et est suspendu pour un match à la suite de cette sanction. De retour en club, il s'impose comme le titulaire à son poste. En fin de saison, son club dispute le barrage d'accession Pro D2/Nationale contre le SO Chambéry. Remplaçant pour ce match, son club s'impose largement 45 à 15 sur le terrain adverse et conserve sa place en Pro D2. Cette saison-là, il dispute vingt-trois matchs, quatorze dans le rôle de titulaire, et inscrit six essais. Étant en fin de contrat à l'issue de la saison, il prolonge pour une année supplémentaire.

## Statistiques

### En club
| Saison                  | Club                    | Championnat | Championnat | Championnat |
| Saison                  | Club                    | Compétition | Matchs      | Essais      |
| ----------------------- | ----------------------- | ----------- | ----------- | ----------- |
| 2019-2020               | Stade aurillacois       | Pro D2      | 4           | 1           |
| 2020-2021               | Stade aurillacois       | Pro D2      | 20          | 3           |
| 2021-2022               | Stade aurillacois       | Pro D2      | 16          | 2           |
| 2022-2023               | Stade aurillacois       | Pro D2      | 26          | 1           |
| 2023-2024               | Stade aurillacois       | Pro D2      | 18          | 3           |
| 2024-2025               | Stade aurillacois       | Pro D2      | 23          | 6           |
| Total Stade aurillacois | Total Stade aurillacois | Pro D2      | 107         | 16          |

### En équipe nationale
Au 4 août 2025, Luka Nioradze compte 10 capes en équipe de Géorgie, dont 0 en tant que titulaire, depuis le 6 février 2022 contre le Portugal.
Il participe à une édition de la Coupe du monde en 2023. Il dispute une rencontre en tant que remplaçant.

## Palmarès
- Vainqueur du Championnat d'Europe en 2022 et 2024 avec la Géorgie.